# Louis Claude du Chastel
Pour les articles homonymes, voir Chastel.
Louis Claude du Chastel, dit « Duchastel de La Martinière », né à Saumur (Maine-et-Loire), le 2 mars 1772 et mort le 11 octobre 1850 à Charonne (actuellement Paris), baron, est un militaire qui fait toutes les guerres de la Révolution et les guerres de l’Empire.

## Biographie

### Sa famille
Il est le fils de Louis Duchastel (1735-1782), sieur de La Martinière, qui acquiert dès 1752 la charge de lieutenant particulier en l'élection de Saumur ; et de Marguerite Galoche.
Il est le cousin germain du Conventionnel girondin guillotiné Gaspard-Séverin Duchastel. L'un de ses oncles, Pierre-François Pichereau de Geffrut (1790-1791), maire de Chinon, est lui aussi guillotiné, le 11 janvier 1794. Les du Chastel, ou Duchastel ou bien encore du Châtel sont une ancienne famille de Chouzé-sur-Loire (Élection de Saumur-Anjou).

### Les guerres de la Révolution française
Du Chastel entre au Collège royal et académique de La Flèche. Lorsque la Révolution française éclate, il s'enrôle alors comme simple grenadier dans le 1er bataillon de volontaires nationaux de Maine-et-Loire à sa formation le 22 octobre 1791. Il rejoint l’armée du Nord et fait les campagnes de 1792 et 1793, assiste à la reddition du camp de la Lune, à la bataille de Valmy et à Jemmapes.
Il est envoyé combattre les Vendéens, en février 1793, et entre dans la compagnie franche de hussards de Saumur, le 1er avril suivant, avec le grade de maréchal-des-logis. Vers la fin de 1793, Louis Claude du Chastel est bientôt nommé capitaine par le représentant du peuple Claude Carra de Saint-Cyr, mais il est blessé à jambe à la bataille de Fontenay, quinze jours plus tard. Il est alors incorporé dans le 7e régiment de chasseurs à cheval par ordre du représentant du peuple Yehon[réf. incomplète].
Du Chastel est admis dans les guides du général en chef de l’armée de l’Ouest, le 22 septembre 1794, Hoche et reçoit une autre blessure au combat du 26 juin 1796. Il est promu au grade de chef d'escadron par Hoche douze jours plus tard et incorporé dans les chasseurs à cheval de la Vendée.
Il est envoyé comme capitaine au 12e régiment de hussards. Il fait partie de l’armée de l'Intérieur. Pendant son séjour à Paris, le général Louis Lemoine  le nomme capitaine-rapporteur du conseil de la guerre de la 17e division militaire.

### Les Guerres napoléoniennes
Aide de camp du général Pierre Quantin, il le suit en Italie. Le 18 mars 1800, il rejoint les escadrons de guerre du 12e régiment de hussards à la 1re armée de réserve. Louis Claude du Chastel est à nouveau blessé à la bataille de Montebello, cette fois-ci au front. Grièvement atteint, il revient dans les lignes françaises avec les survivants d’un groupe de 25 volontaires. Ils ont attaqué un fort détachement ennemi et libéré 150 des leurs. 
À la bataille de Marengo, il est à nouveau blessé au front. Du Chastel fait partie des troupes qui forcent le passage du Mincio et enlève les positions autrichiennes.
Chef d'escadron titulaire dans l’armée du Midi, Louis Claude du Chastel passe, le 16 juin 1802, au 12e régiment de dragons, avec lequel il fait partie de l’expédition de Naples. Il fait partie du corps d'occupation des Abruzzes.
Nommé membre de la Légion d'honneur le 14 juin 1804 à l’armée des côtes de l'Océan au camp de Boulogne, il sert en Autriche, en Prusse et en Pologne successivement attaché au 4e corps et à la réserve de cavalerie. Louis Claude du Chastel reçoit un coup de feu dans les reins à la prise du pont de Guntzbourg.
Malgré ses blessures, il assiste à la bataille d'Ulm, puis à celle d’Austerlitz. Il est chef d'escadron au 12e régiment de dragons à la bataille d'Iéna. Napoléon lui donne le grade de major du 19e régiment de dragons, dont il commande les escadrons de guerre pendant la campagne d'Allemagne et d'Autriche (1809).
Du Chastel conduit ses escadrons de guerre en Espagne en 1810, pour combattre les insurgés. Il est chef d'état-major des gouvernements de Valladolid et de Salamanque.
En 1811, il revient en Allemagne, où est nommé colonel en second, puis colonel titulaire du 21e régiment de chasseurs à cheval, le 30 janvier 1812. Il commande pendant trois ans ce régiment et se signale à bataille de Vitoria. Il est à nouveau grièvement blessé. Il combat à la tête de son régiment au combat d'Orthez le 27 février 1814.
Fin 1814, il rapatrie ses troupes sur Toulouse, où les survivants sont incorporés dans le 5e régiment de chasseurs à cheval, devenu le régiment des chasseurs à cheval d’Angoulême. L’excellence de la tenue de ce régiment étonne l’état-major toulousain qui en félicite du Chastel.

Blason de Louis Claude du Chastel.

Napoléon Ier le fait baron de l'Empire en 1808. Lui sont concédées les armes suivantes : D'argent à un chevron de gueules chargé d'une croix d'argent à cinq double branches accompagné en chef de deux mollettes de sinople et en pointe d'un dextrochère au naturel rebrassé de sinople tenant une épée haute de gueules. C’est un titre avec dotation impériale.
Le 11 octobre 1814, Louis XVIII le fait chevalier de l’ordre royal et militaire de Saint-Louis, puis officier de la Légion d'honneur, le 9 mars 1815. 
Il reste cantonné dans le midi pendant les Cent-Jours.

### Après 1815
Du Chastel commande le 5e régiment de chasseurs à cheval jusqu'à son licenciement, en janvier 1816. Il n’obtient sa retraite que le 15 septembre 1821. Il touche comme ancien colonel 2 400 francs de pension avec lesquels il vit près de Batignolles.
Le 12 août 1830, Louis Claude du Chastel est rappelé au service comme colonel du 11e régiment de chasseurs à cheval. Le 2 avril 1831, il est nommé maréchal de camp et mis à la retraite en 1834, après avoir commandé successivement dans les départements de la Somme, de la Haute-Saône et de l'Oise, puis enfin une brigade de la division de cavalerie de réserve de l'armée du Nord. Il a alors 62 ans. Le roi Louis-Philippe Ier le fait grand officier de la Légion d'honneur.
Bien des années plus tard, Léon Morel-Fatio s’inquiète de l’état de santé du général du Chastel, son beau-père. Louis Claude du Chastel meurt le 11 octobre 1850 à Charonne (commune incorporée en 1859 à Paris pour former une partie du 20e arrondissement). Il est inhumé dans l'église Saint-Germain-de-Charonne, sur la gauche, près du presbytère.

## Mariage et descendance
Louis Claude du Chastel épouse une demoiselle Redon et a un fils :
- Ernest Charles Godefroy (1807-1851). Il entre dans les gardes du corps du roi à la sortie de Saint-Cyr, mais il est amputé d'une jambe à la suite d'une chute de cheval. Il meurt à Reims, comme directeur des postes.

Louis Claude du Chastel se remarie avec Antoinette Rosalie Dubor. Ils ont deux filles : 
- Louise Françoise Aimée Ernestine Antoinette (1815-1876), qui se marie avec Léon Morel-Fatio ;
- Louise Antoinette Ernestine Clara (1816-1871), dame de la légion d'honneur, qui se marie avec Auguste Cullerier, directeur des hôpitaux de Paris, fils de Guillaume Cullerier (1782-1841), médecin.